# Houthalen (Houthalen-Helchteren)
Houthalen – dzielnica (deelgemeente) gminy Houthalen-Helchteren w Belgii, w Regionie Flamandzkim, w prowincji Limburgia, w okręgu Maaseik. 1 stycznia 2020 roku liczyła 23 813 mieszkańców. Do 31 grudnia 1976 samodzielna gmina. 

## Demografia
Liczba mieszkańców, stan na 1 stycznia:
| Rok                | 1930 | 1961   | 2020   |
| ------------------ | ---- | ------ | ------ |
| Liczba mieszkańców | 2480 | 11 104 | 23 813 |